# Les Peignes (immeubles)
Les immeubles de logements dits Les Peignes font partie d'un grand ensemble architectural et urbain construit par l'architecte Jean de Mailly entre 1948 et 1953, à Sedan, dans les Ardennes et labellisés « Architecture contemporaine remarquable ».

## Histoire
En 1940, lors de la Seconde Guerre mondiale, Sedan est à nouveau bombardée et perd près d'un tiers de son centre ancien. La reconstruction des logements devient la priorité. Sous l'égide du régime de Vichy, s'amorcent rapidement les premières réflexions sur la manière de rebâtir les villes.
Après plusieurs propositions architecturales, c'est finalement Jean de Mailly qui est choisi par le Commissariat à la Reconstruction, fin 1943, pour les études architecturales de la place Turenne. Cet architecte parisien, lauréat du premier Grand Prix de Rome en 1945, traite alors sa première commande. En novembre 1944, le Ministère de la Reconstruction et de l'Urbanisme (MRU) est créé. Leur démarche est d'accompagner les villes sinistrées, comme Sedan, dans leur effort de reconstruction. Après la Libération, le MRU nomme de Mailly, architecte en chef de la reconstruction de la ville. Ce projet implique une réorganisation complète d'une partie du centre-ville. Les travaux débutent dès 1950.
Le quartier détruit, où est construit ce grand ensemble, présentait auparavant une forte densité, une mauvaise desserte et des conditions d’insalubrité. Sa démolition facilite donc un remodelage complet des espaces verts et de la voirie. De Mailly propose de créer une large avenue connectant les places de Turenne et d'Alsace-Lorraine. Ce projet, très critiqué, est finalement adopté en février 1946. Elle prend par la suite le nom de Avenue du Maréchal Leclerc.
Pour ce qui est du projet urbain, les gabarits des îlots restent similaires à ceux d'avant-guerre, mais ils sont rehaussés, permettant de limiter l’emprise au sol. L'architecte se base sur quelques fondements de l'architecture traditionnelle et régionaliste. Les immeubles sont alignés sur rues avec des rez-de-chaussée réservés aux commerces comme avant-guerre. Cependant, il n'y a maintenant plus de hiérarchisation des étages supérieurs. Quant à la matérialité, il y a une association entre le béton et les pierres récupérées des décombres. Ce qui pallie partiellement à la pénurie de matériaux. Pour ce qui est des toitures, elles gardent leur forme à deux pentes et leur couverture en ardoise.
Les futurs immeubles des « Peignes » s'intègrent entre le canal des Moulins et l'Avenue du Maréchal Leclerc. L'architecte propose de concilier l'ancienne trame avec les innovations urbanistiques et architecturales de l'époque. En 1948, avec l'appui du nouveau ministre de la Reconstruction et de l'Urbanisme, les plans prennent un tournant plus moderniste, s'inspirant des recherches du Bauhaus. Jusqu'en 1950, Jean de Bailly conserve un respect des traditions puis, après cela, il affirme un projet moderne plus franc.
L'îlot C, celui du grand ensemble « Les Peignes », prend alors une nouvelle directive, différente des autres îlots du quartier. Pour ce projet plus ambitieux, de Bailly fait appel à Maurice Scherrer, André Goffinet et Marcel Poirier, tous les trois de jeunes architectes locaux. Le maire, Jean Brincourt, également architecte, aide à l'élaboration du projet, jusqu'à son décès en 1950. La société La Marchoise, les Établissements Drogey et Robin, et l'entreprise Coignée sont chargés des travaux. Sa construction aura lieu entre 1948 et 1953, commençant par l'immeuble côté place Goulden et terminant par celui côté place Calonne. L'îlot C, est le premier projet de préfinancement par l'État de la ville de Sedan, par le programme d'Immeubles rationnels préfinancés (IRP). Un programme faisant le compromis entre le modernisme national et les revendications locales.
En 2000, cet ensemble architectural reçoit le label « Patrimoines du XXe siècle ». Avec la disparition de ce dernier en 2016, il devient alors label « Architecture contemporaine remarquable » (ACR) et rejoint la collection des édifices labellisés de la région du Grand Est.

## Description de l'architecture
Ce projet architectural de grands ensembles est formé de quatre blocs, notés de C1 à C4. Ces derniers sont reliés par une aile basse tout le long de l’avenue Leclerc.
Le bloc C1 vient s’articuler autour de la place Goulden en épousant sa forme légèrement arrondie. Il marque la transition entre les autres îlots de la reconstruction plus traditionnels et les « Peignes » plus modernistes. Ses façades en parement de pierre, le gabarit des menuiseries, la toiture en ardoise à deux pentes et la répartition des étages sont des marques des architectures antérieures. Les dimensions générales sont entre celles du bâti ancien et celles imposantes des autres blocs. La cage d’escalier arrondie enveloppée d’un claustra horizontal rappelle quant à elle les cages d’escaliers des blocs C2 à C4.
Les blocs C2, C3 et C4 se démarquent des autres architectures par leur grandeur certes, mais également par leur alignement oblique par rapport à l’avenue du Maréchal Leclerc. Leur disposition leur confère une orientation plein sud et un regard autant sur la ville que le canal. Ils sont séparés d’une distance de 25 mètres selon les normes hygiénistes de l’époque. Les différents blocs sont construits selon la charte d’Athènes, notamment définie par Le Corbusier. Les étages sont montés sur pilotis, permettant une circulation libre de l’air, la végétation, des habitants et des véhicules au rez-de-chaussée. Les cinq étages supérieurs, destinés aux appartements sont surmontés d’un comble est d’une toiture en ardoise à pente unique. Les logements sont traversants, avec les pièces principales aux larges ouvertures et les balcons au sud, leur permettant un éclairage optimal. Quant à la façade nord, elle est réservée aux circulations horizontales surbaissées par rapport aux logements. Ces coursives intérieures sont une zone tampon permettant d’apporter un peu de lumière aux pièces secondaires. Les circulations verticales se trouvent quant à elles à chacune des extrémités, derrière une claire-voie horizontale. À l’est côté rue, se situent l’escalier principal en béton et deux ascenseurs. Quant à l’ouest, côté canal, se situent l’escalier de secours et le vide-ordure.
Les blocs C1 à C4 sont tous reliés par une aile basse respectant l'alignement sur rue. Elle est formée d’un rez-de-chaussée commerçant, en retrait, et d’un étage réservé à l’habitat des commerçants, aligné sur rue. La succession des poteaux et l’étage en saillie au-dessus d’une circulation piétonne font penser aux arcades des architectures plus anciennes.
Toutes ces architectures sont construites en béton armé avec un système poteaux-poutres autour d’une trame de 3,33 mètres définissant des « cellules ». Ce système constructif permet de grands étages libres avec un cloisonnement indépendant. Les façades n’ayant plus la fonction porteuse, l’architecte Jean de Mailly a dessiné chacune d’elles différemment. Celles côté est et ouest, comportent les claustras horizontaux entrecoupés de dalles de verre en feuillure béton, des moellons récupérées dans les décombres habillent les grands pans de mur. Celles au nord, au béton à l’aspect brut de décoffrage, sont composées de larges bandes vitrées et de bandes décoratives de cérames colorées. Celles au sud sont rythmées par des jeux de profondeurs et de non-alignement des balcons.
« Les Peignes » sont un témoin parfait de l’architecture des Trente Glorieuses et de la montée du modernisme en France. La présence du béton apparent, les jeux d’orientations, les questions hygiénistes, les toitures mono-pentes, les plans libres et les pilotis sont des marqueurs forts de ce nouveau mouvement architectural du XXe siècle. De plus, le système de coursives surbaissées, plébiscité dans les revues d’architecture, fera en partie la renommée de Jean de Mailly qui marqua son temps. Toutes ces innovations ont fait de cette architecture un élément remarquable du paysage urbain de Sedan et l’inscrivant sur la liste ACR du Grand-est.